# قصف بيونغ يانغ
تم قصف بيونغ يانغ كجزء من قصف جوي أمريكي تدريجي ومستمر لكوريا الشمالية خلال الحرب الكورية. بحلول وقت الهدنة، دمرت حملة القصف 75 في المائة من منطقة بيونغ يانغ، والتي كانت جزءًا من جهود قصف أمريكية أوسع في جميع أنحاء البلاد.

## غارات جوية
بعد أن غزت كوريا الشمالية كوريا الجنوبية في 25 يونيو 1950، مما أشعل فتيل الصراع، أمر الجنرال دوجلاس ماك آرثر، القائد العام لقيادة الشرق الأقصى، القوات المسلحة الإندونيسية بتنفيذ غارات جوية على كوريا الشمالية لمنع القوات الكورية الشمالية من اجتياحها الدولة. أدى سوء الأحوال الجوية إلى تأخير المزيد من العمليات الجوية حتى 29 يونيو عندما سمح ماك آرثر بشن هجمات على المطارات في كوريا الشمالية. للمرة الأولى، هاجمت طائرات B-26 من مجموعة القصف الثالثة مطار هيجو بالقرب من بيونغ يانغ، عاصمة كوريا الشمالية، مدعيةً تدمير ما يصل إلى 25 طائرة معادية على الأرض.
كما تم الهجوم على مطار اونجونج ني، مما أدى إلى تدمير طائرتين من طراز الياك 3 وإلحاق أضرار بعشر طائرات أخرى على الأرض. في 18 يوليو 1950، هاجمت طائرات من فرقة العمل 77 مطارات بيونغ يانغ مرة أخرى ودمرت 14 طائرة وألحقت أضرارًا بـ 13 طائرة.
بعد الاستيلاء على بيونغ يانغ في 19 أكتوبر 1950، تم وضع مطار هيجو في الخدمة من قبل قوات الأمم المتحدة، التي حددتها القوات الجوية الأمريكية باسم K-23.
تخلت قوات الأمم المتحدة عن القاعدة في 5 ديسمبر 1950 كجزء من إخلاء بيونغ يانغ في مواجهة التدخل الصيني. في 10 ديسمبر 1950، قصفت طائرات B-29 المطار بقنابل شديدة الانفجار.
تم قصف المدينة في 3 و 5 يناير 1951، مما أدى إلى احتجاج وزير خارجية جمهورية كوريا الديمقراطية الشعبية أمام مجلس الأمن التابع للأمم المتحدة.
في 23 يناير 1951، هاجمت 46 طائرة من طراز F-80 من الجناح 49 القاذفة المقاتلة مواقع مضادة للطائرات حول بيونغ يانغ وبمجرد الانتهاء من ذلك، قصفت 21 B-29 من مجموعتي القصف 19 و 307 من أوكيناوا المطار.
نفذت مجموعة القصف الثامنة والتسعون B-29s هجومين حارقين «بأقصى جهد ممكن» على بيونغ يانغ في يناير 1951.
في 21 يوليو 1951، قدم اللفتنانت جنرال. ماثيو ريدجواي، بعد أن حل مؤخرًا محل الجنرال دوغلاس ماك آرثر كقائد أعلى للشرق الأقصى وقيادة الأمم المتحدة، أبلغ رؤساء الأركان المشتركة (JCS) أنه خطط «لضربة جوية شاملة على بيونغ يانغ» بـ 140 قاذفة قنابل و 230 مقاتلة، ستقام في أول ليلة صافية بعد 24 يوليو. بموجب الاقتراح، سيتم إسقاط المنشورات التحذيرية قبل الهجوم. أمرت هيئة الأركان المشتركة ريدجواي بتأجيل الهجوم لحين صدور تعليمات أخرى، بسبب مخاوف بشأن التداعيات السياسية. رداً على مخاوف هيئة الأركان المشتركة من أن المنشورات ستولي «أهمية غير ضرورية» للعاصمة، قدم ريدجواي خطة معدلة حذفت الطيران في المدينة قبل القصف. تم تنفيذ الهجوم الشامل في 30 يوليو، لكن سوء الأحوال الجوية أعاق فعاليته. في 14 أغسطس، تم إجراء محاولة ثانية مع طقس غائم مرة أخرى يتداخل مع الفعالية.
في 11 يوليو 1952، تم تنفيذ هجوم كبير يُعرف باسم مضخة الضغط على المدينة شمل 1254 طلعة جوية من القوات الجوية الخامسة والبحرية والبحرية والكورية والأسترالية والجنوب أفريقية والبريطانية التي كانت تحلق في اليوم، و 54 B-29s تحلق في الليل. وسبق الهجوم منشورات تحذر المدنيين من مغادرة المدينة. في 29 أغسطس، قصفت عملية كل الجهود الجوية للأمم المتحدة المدينة مرة أخرى بـ 1400 طلعة جوية.
وفقًا لتقييم القنبلة الذي أجرته القوات الجوية الأمريكية، على مدار الحرب، تم تدمير 75 في المائة من المباني في بيونغ يانغ بسبب القصف الأمريكي، مما جعلها تقريبًا في منتصف مستوى الضرر، بالنسبة إلى المدن الكورية الأخرى: 
- مصان - 5٪
- ناجين (راشين) 5٪
- أونجى (مقاطعة سونبونج) - 5٪
- أنجو - 15٪
- سينويجو - 50٪
- كيمتشايك - 50٪
- تشونغجو (تشونغجو) - 60٪
- Kanggye - 60٪ (خفضت من التقدير السابق البالغ 75٪)
- هايجو - 75٪
- بيونغ يانغ - 75٪
- كيوميبو (سونجنيم) - 80٪
- هامهنغ - 80٪
- تشينامبو (نامبو) - 80٪
- وونسان (وينسان) - 80٪
- هونغنام (هونجنام) 85٪
- سنان (سنان غيوك) - 90٪
- ساريون (ساريون) 95٪
- هوانغجو (مقاطعة هوانغجو) - 97٪
- كونو ري (كونو دونغ) - 100٪
- سينانجو - 100٪

## روابط خارجية
- «قصف كوريا الشمالية 1950-1953،» سورس ووتش